# Charli D'Amelio
Charli Grace D’Amelio (n. 1 mai 2004, Norwalk⁠(d), Connecticut, SUA) este o personalitate social media și dansatoare americană.

## Copilărie
Născută și crescută în Norwalk, Connecticut, a fost dansatoare competitivă timp de peste 10 ani înainte de a-și începe cariera de socializare.

## TikTok
A început să posteze în mod activ conținut pe aplicația de partajare video, TikTok, la sfârșitul anului 2019, unde a început să posteze videoclipuri de dans pe melodii populare pe platformă. Ea a adunat un număr mare de urmăritori devenind cea mai populară dar întrecută în iunie 2022.